# Pekka Puska

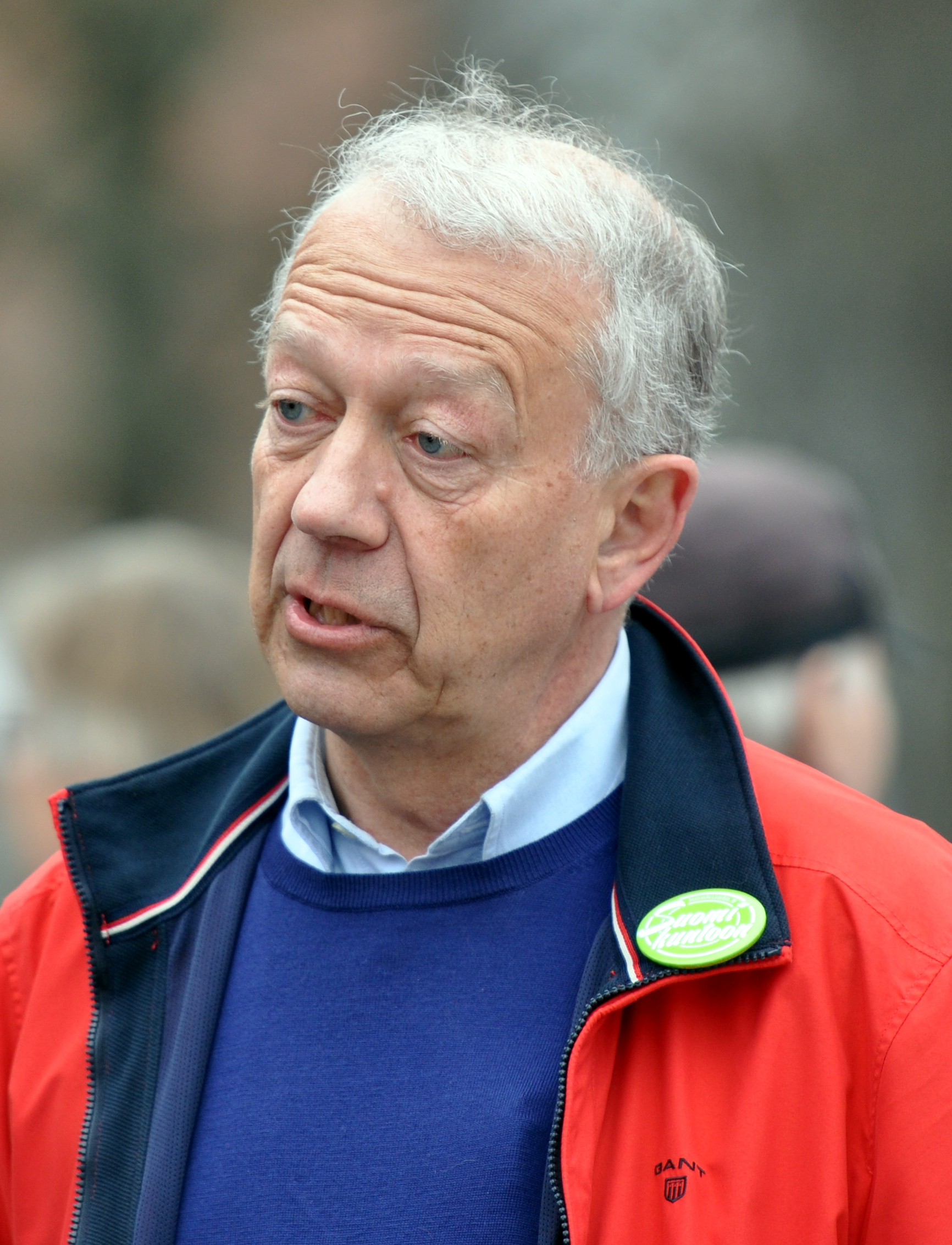
Pekka Puska

Pekka Matti Jaakko Puska, född 18 december 1945 i Vasa, är en finländsk läkare och politiker.
Puska blev politices kandidat 1968 och medicine och kirurgie doktor 1974. Han var 1972–1977 chefsforskare vid Kuopio högskolas projekt för utforskning och förbättring av hälsotillståndet i Nordkarelen; var chef för Nordkarelenprojektet från 1977 och verkade som forskningsprofessor med mera vid Folkhälsoinstitutets epidemiologiska avdelning. Han blev docent i folkhälsovetenskap vid Helsingfors universitet 1983 och vid Kuopio universitet 1985.
Puska var 2001–2003 chef för Världshälsoorganisationens avdelning för icke-smittsamma sjukdomar i Genève och utnämndes 2003 till generaldirektör för Folkhälsoinstitutet. Han satt i Riksdagen för Centern 1987–1991. Vid sidan av vetenskapliga publikationer har han utgett skrifter med hälsoråd för allmänheten, bland annat Irti tupakasta (1979).